# The Libertines (album)
A 2002-es The Libertines a The Libertines második nagylemeze. Az album részben biografikus jellegű, Carl Barât és Pete Doherty kapcsolatát mutatja be. Az Egyesült Királyságban az albumlista élére került. Szerepel az 1001 lemez, amit hallanod kell, mielőtt meghalsz című könyvben.

## Az album dalai
|     | Cím                                                       | Szerző(k)                                    | Hossz |
| --- | --------------------------------------------------------- | -------------------------------------------- | ----- |
| 1.  | Can't Stand Me Now                                        | Peter Doherty, Carl Barât, Richard Hammerton | 3:23  |
| 2.  | Last Post on the Bugle                                    | Doherty, Barât, Michael Bower                | 2:32  |
| 3.  | Don't Be Shy                                              | Doherty, Barât                               | 3:03  |
| 4.  | The Man Who Would Be King                                 | Doherty, Barât                               | 3:59  |
| 5.  | Music When the Lights Go Out                              | Doherty                                      | 3:02  |
| 6.  | Narcissist                                                | Barât                                        | 2:10  |
| 7.  | The Ha Ha Wall                                            | Doherty, Barât                               | 2:29  |
| 8.  | Arbeit Macht Frei                                         | Doherty                                      | 1:13  |
| 9.  | Campaign of Hate                                          | Doherty                                      | 2:10  |
| 10. | What Katie Did                                            | Doherty                                      | 3:49  |
| 11. | Tomblands                                                 | Doherty                                      | 2:06  |
| 12. | The Saga                                                  | Barât, Doherty                               | 1:53  |
| 13. | Road to Ruin                                              | Doherty, Barât                               | 4:21  |
| 14. | What Became of the Likely Lads (a France rejtett számmal) | Doherty, Barât/Barât                         | 5:54  |

## Fordítás
Ez a szócikk részben vagy egészben a The Libertines (album) című angol Wikipédia-szócikk ezen változatának fordításán alapul.  Az eredeti cikk szerkesztőit annak laptörténete sorolja fel. Ez a jelzés csupán a megfogalmazás eredetét és a szerzői jogokat jelzi, nem szolgál a cikkben szereplő információk forrásmegjelöléseként.